# 조직공정성
조직공정성(組織公正性)은 조직 구성원들이 조직으로부터 받는 대우의 공정한 정도를 의미한다. 종업원의 조직공정성에 대한 인식이 이들의 태도와 과업성과를 결정하기 때문에 모든 사회과학 분야에서 많은 관심을 쏟고 조직공정성에 대한 연구를 하고 있다. 조직공정성에는 결과에 대한 보상 등을 분배하는 데에 대한 공정성인 분배공정성, 프로세스적 공정인 절차공정성, 인간관계 등 관계에 대한 공정성인 상호작용 공정성으로 나뉘고 현재 절차공정성과 상호작용 공정성의 중요성이 높아지고 있는 중이다.

## 역사
조직공정성 초기 연구에서는, 분배적 공정성이 강조되었다. 이 분배적 공정성에 대한 개념은 Homans(1961)의 저서 ‘Social Behavior’에 의해 도입되었으며 그에 관한 연구는 Adams(1965)의 형평성 이론에 근거를 두고 있다. Adams는 Homans(1961)의 분배정의와 Festinger(1957)의 사회교환이론 그 외 인지부조화이론, 균형이론, 교환이론 등의 여러 연구들의 틀을 사용하여 형평성 이론을 제시하였다. Adams의 이론은 유용한 이론의 하나로 평가받고 있으나 절차 측면에서의 소홀함에 한계가 있다. 이후에 Thibaut & Walker(1975)는 결과가 나오게 된 과정과 절차도 중시되어야 한다고 강조하면서 조직공정성 연구에 과정과 절차의 개념을 도입했다. 그러나 그들의 연구는 법적 절차만 중요시 했다는 한정된 부분 때문에 한계가 있었고, 절차적 공정성의 수립 조건으로 6가지 원칙을 제시하면서 실제 조직 차원에서 절차적 공정성의 개념을 도입한 것은 Leventhal(1980)이다. 그는 법적 절차 외의 것들에 절차적 공정성의 개념을 적용시키며 이를 확장시켰다. Bies & Moag(1986)는 절차가 시행되거나 분배가 결정될 때 사람들 간에 이루어지는 상호작용의 질에 따라 공정성에 대한 지각이 달라질 수 있다고 보고, 이를 상호작용적 공정성이라고 개념화했다. 상호작용적 공정성은 다시 대인간 공정성과 정보적 공정성으로 구분된다. 그리고 Lind & Tyler(1988)는 이 조직공정성 유형들이 서로 상호작용을하며, 개개인의 조직공정성 지각에 영향을 미친다고 하였다.

## 유형

### 분배적 공정성
분배적 공정성은 조직의 자원 분배에 대한 구성원의 공정성 인식을 의미한다. 여기서 자원이란 보상이나 칭찬 등을 말한다. Homans(1961)는 교환관계에 참여하는 각 개인이 자신이 들인 비용과 투자 정도에 만큼 비례하도록 보상을 받을 때, 분배적 공정성이 성립된다고 하였다. Adams(1965)의 이론의 핵심은 개인의 투입과 산출 비율과 타인의 투입과 산출 비율의 비교에서 공정성을 인식한다는 것이었다. 그는 그러한 이론을 바탕으로 공정성에 관해 논하였고 분배적 공정성에 대한 인식은 결과가 동일하게 적용되었다고 인식할 때 높아진다고 했다. 또한 Greenberg(1990)에 의하면 이 같은 분배적 공정성은 조직구성원의 직무태도나 행위에 영향을 미치게 된다.
그러나 분배적 공정성에 대한 이론은 실제 성과나 보상이 결정되기까지의 과정과 절차는 소홀히 하였다는 한계가 존재했고 그에 따라 분배공정성 못지않게 분배와 관련된 의사결정의 절차에 대한 구성원의 공정성 인식인 절차적 공정성의 중요함이 강조되었다.

### 절차적 공정성
절차적 공정성(procedural justice)은 업무 맥락 속 판단과 의사결정 절차의 공정성을 일컫는다. 특히 Leventhal(1980)은 개인들이 개인이 속한 조직의 절차에 영향을 미칠 수 있다고 느끼거나, 절차가 일관적이고, 윤리적이며, 정확하고, 공정하게 느낄 때, 절차적 공정성이 높아진다고 주장했다. 이러한 절차적 공정성은 의사결정시 사용되는 공식적인 절차를 통해 평가될 수 있다.
또한 절차적 공정성은 조직원이 반대의견을 표현하는 데 중요한 요인이 된다. 이와 관련된 개념으로 Leventhal(1980)의 "레벤탈 규칙"이 있다. 이는 조직의 원활한 의사소통을 위한 6개의 규칙으로서 일관성(consistence), 편견 억제성(bias suppression), 정확성(accuracy), 정정가능성(correctability), 대표성(representativeness), 윤리성(ethicality)이다.따라서 절차적 공정성이 있는 조직은 작업환경에서나 의사소통 시 어떤 것이 적용된다면 모든 사람에게 적용되고 그 절차는 도덕적이고 윤리적으로 일관된 성격을 띠게 된다.

### 상호작용 공정성
Bies 와 Moag(1986)는 상호작용 공정성(Interactional justice)을 신중하고 예의 있게 의사결정에 대한 설명을 하거나 정보를 전달할 때 개인이 받는 대우를 일컫는다고 정의했다.
Colquitt의 구인타당도 연구(2001)는 상호작용 공정성을 두 요인으로 나누고 있다. 바로 대인간 공정성(interpersonal justice)과 정보 공정성(informational justice)이다. 대인간 공정성은 개인이 존중받는 정도와 사람을 대하는 적절성을 일컫는다. 절차를 수행하거나 성과를 결정할 때 상급자와 같은 조직구성원으로부터 공손하고 정중하게 대우받는 정도를 반영하는 것이다. 반면, 정보 공정성은 개인이 받는 정보가 얼마나 시의성, 구체성, 진실성을 지니는가에 달려있다. 즉, 정보 공정성은 왜 그러한 절차가 있었는지, 또는 왜 그렇게 성과를 분배했는지에 대한 정보를 사람들에게 전달하는 설명을 중요시 여긴다.

## 지각의 선행요인

### 종업원들의 참여
종업원들의 참여란 종업원들이 조직이 의사결정을 할 때, 또는 조직에서 일을 하는 과정에 참여하고 있다고 느끼는 정도를 뜻하며, 종업원들은 그들이 의사결정이나 조직 내에서 일을 하는 과정에 참여할 기회가 충분히 있고, 그들의 참여가 조직의 의사결정에 도움이 되고 있다고 느낄 때 종업원들은 조직이 공정하다고 느낀다. 의사결정의 결과가 좋지 않더라도 그들이 의사결정에 참여할 기회 또는 능력이 있다고 느낄 때 절차적 공정성이 높다고 느낀다. 많은 연구에서 종업원들의 참여가 절차적 공정성(procedural justice) 그리고 대인적 공정성(interpersonal justice)에 영향을 미친다고 밝혔다(Kernan & Hanges, 2002)

### 의사소통
종업원들의 의사소통에는 명시적 의사소통과 묵시적 의사소통이 있다. 명시적 의사소통 또는 묵시적 의사소통은 모두 종업원이 조직에 몰입을 하는 데 긍정적인 영향을 미치며, 대인적 공정성(interpersonal justice) 그리고 정보적 공정성(informational justice)에 영향을 미친다. 종업원은 조직 또는 관리자와의 의사소통을 통해 그들에게 신뢰를 쌓기도 하고 불확실한 상황에 대한 불안감을 없애기도 한다. 이러한 과정은 종업원들의 공정성 지각을 높인다. 의사소통을 통해 만들어진 공정성에 대한 지각이 긍정적 효과를 발휘하기 위해서는 의사소통을 통해 얻은 정보가 정확하고, 적절한 때에 제공되어야하며 이 정보는 종업원에게 도움이 되는 정보여야 한다.

### 조직 내 구성원
조직에 대한 지각은 조직 내의 다른 사람. 즉, 같은 조직의 구성원에 의해 영향을 받는다. 조직 내에서 함께 일을 하는 사람들은 그들의 조직에 대한 인식을 공유하고 특정 사건이 ‘공정했는지‘와 같은 생각을 공유한다. 조직 내의 구성원들이 공정성에 대한 인식이 같다면 그 조직이 공정하다는 분위기가 더욱 강하게 나타나는 경향이 있다.

## 지각의 영향

### 조직 시민 행동
Organ(1988)은 조직시민행동을 조직의 기능을 효과적으로 촉진하는 개인행동이라 말하며 조직시민행동이란 임의적이고 보상과 무관하다고 했다. 또한 그는 조직시민행동이 눈에 띄게 겉으로 드러나진 않지만 장기적 관점에서 조직의 효율을 높이는 데 중요한 요인이라 말했다. 조직시민행동은 분배적 공정성과 절차적 공정성과 관련이 있으나, Field(2000)의 연구에 의하면 동양사회의 집단주의 문화에서는 분배적 공정성보다는 절차적 공정성을 더 중요시하여 개인의 태도와 행동에 절차적 공정성의 영향이 더욱 크다. Organ(1997)는 조직공정성지각의 차이는 조직시민행동 결정에 중요 역할을 하는데, 집단주의 문화의 개인들은 상호의존성, 충성심과 도와주기를 더욱 선호한다고 했다.

### 지식공유
지식공유란 ‘개인이 가지고 있는 지식을 타인에게 전달하는 과정 또는 활동’으로 정의된다. 지식공유는 조직과 조직, 부서와 부서, 개인과 조직 그리고 개인과 개인의 형태로 나타난다. 지식공유는 상호성 원칙에 근거하며 최근 대인관계에서 나타나는 지식공유가 인적자원관리 차원에서 중요하게 다뤄지고 있다. Martinez(1988)은 대인관계에서 지식과 경험을 공유하는 직원들은 회사에서 좀 더 가치 있고 중요한 사람으로 대우받는 경향이 있다고 밝혔다. 지식공유와 조직공정성의 관계에 대한 연구에서는 분배 공정성, 대인관련 공정성은 지식공유와 정적 관계(+)가 유의미하게 나타났으나, 절차적 공정성과 정보 공정성은 지식공유와 유의미한 관계가 나타나지 않았다.

### 조직신뢰
조직신뢰란 다른 개인 혹은 집단이 약속한 것에 대해 본인이 믿어도 될 것이라는 일반적인 기대다. 이는 개인과 상대방의 상호성의 원칙에 근거한다.(Rotter,1967) Gambetta(1988)는 조직신뢰가 상대방과의 교환관계를 확실히 하고 상호협력을 가져오게 하는 중요한 토대가 된다고 하였다. Cook & Wall(1980)은 조직 내의 개인 간 및 부서간의 신뢰가 조직의 장기적인 안정과 조직구성원의 복지를 위해 가장 중요한 요소라고 하였고, Mishra(1996)는 다운사이징과 같은 조직의 위기상황에서는 신뢰가 조직의 장기적 생존과 성공을 촉진해 주는 중심적 요소라고 하였다. 조선배(2006)는 공정성지각이 조직신뢰에 미치는 영향에 대한 연구에서, 분배공정성, 절차공정성, 상호작용 공정성이 각각 조직신뢰에 +의 영향을 미친다고 분석했고, McCauley & Kuhnert(1992)는 업무평가 및 보상이 실적이나 성과에 의해 나타날 때 조직구성원들은 공정성을 높게 인지하게 되고 이는 상사에 대한 신뢰, 나아가 조직전체에 대한 신뢰로 이어진다고 하였다.

### 조직유효성
조직유효성(organization effectiveness)은 조직의 목표달성의 정도나 어떤 가치를 지닌 자원을 획득하기 위해 환경을 개척해 나가는 조직의 능력으로 정의할 수 있다. 조직유효성에 대한 개념적 기준은 크게 두 가지로 나눌 수 있다. 첫째, 조직유효성은 조직의 목표에 대한 능력이다. 이 능력은 조직구성원들의 협동적인 체계로써 목표를 중심으로 조직의 시스템을 인지하고 유지하는 정도를 뜻한다. 장기적인 관점으로 볼 때 조직 자체는 에너지를 축적하여 기술을 개선시키고 성장을 유지하려는 목적이 있기 때문에, 조직의 단기적 목표인 수익과 장기적 목표인 생존과의 균형을 이루는 것이 유효성의 유지라고 할 수 있다. 둘째, 외적 환경의 변화에 조직행동을 적응시키며 조직 구성원의 직무성과, 동기유발, 리더십 등에 따라 적절한 의사결정, 변화의 수용, 갈등의 최소화를 추구하게 된다. 조직 구성원들의 조직공정성 지각은 다양한 방식으로 직무태도로 연결되고 이는 조직유효성에 영향을 미친다. 예를 들어, 최종윤은 바람직한 결과가 나왔다고 해도 결과에 대한 보상이나 결과가 나오는 과정에서의 의사결정과 관련하여 절차공정성과 상호작용공정성에 문제가 있을 경우, 조직구성원들의 심리 및 태도에 부정적인 영향을 미치게 되고 결국 조직유효성이 증대되기 어려워진다고 했다.

### 직무만족도
직무만족이란 개인이 자신의 직업이나 직무에 만족하는 정도를 뜻한다. 크게 정서적 직무만족과 인지적 직무만족으로 구분할 수 있다. 정서적 직무만족은 개인들이 자신의 전반적인 직무에 대해 느끼는 긍정적 정서를 의미한다. 인지적 직무 만족은 임금, 복지, 근무시간 등 특정요인에 대한 개인의 만족도를 뜻하며 인지적 평가과정을 거치는 것으로 볼 수 있다. 조직공정성의 지각은 조직 구성원의 직무만족에 긍정적인 영향을 미친다. 특히 분배공정성과 절차공정성이 직무만족에 영향을 미치는데, 불공정성을 더 많이 지각할수록 직무만족도의 수준은 낮아지고, 반대로 공정성을 더 많이 지각하면 직무만족도의 수준이 높아진다.

### 조직몰입
조직몰입이란 개인이 조직에 대해 가지는 심리적인 애착이다. 즉, 조직 구성원이 조직과 자신을 동일시하며 그 조직에 헌신하고자 하는 정도라고 볼 수 있다. 크게 정서적 몰입, 유지적 몰입, 규범적 몰입으로 구분할 수 있다. 조직몰입의 결과로 생산성, 직무만족도, 성과 등이 향상될 수 있기 때문에 조직 구성원의 조직몰입은 중요하게 여겨지고 있다. 조직몰입은 절차적공정성의 지각과 연관되어있다. 즉, 불공정성을 더 많이 지각할수록 조직몰입은 줄어들고, 공정성을 더 많이 지각할수록 조직몰입이 증가하게 되는 것이다.

### 혁신행동
혁신행동이란 어떤 문제에 대한 인식을 하고, 창의적이고 적용 가능한 아이디어와 해결책을 도출하는 것. 그리고 이것을 실현시키기 위해 제품이나 서비스 등으로 만들어 내는 과정을 뜻한다. 조직공정성과 혁신행동 간의 관계는 학습된 근면성 이론(learned industriousness theory)에서 찾을 수 있다. 이 이론에 따르면, 조직구성원은 조직의 운영이 공정하다고 지각할 때, 조직 전체의 발전에 기여하는 행동을 하려고 노력할 것이며, 이러한 과정에서 자연스럽게 혁신적 행동이 나타나게 된다. 한편, 조직의 운영이 불공정하다고 지각할 때, 조직 구성원은 부정, 불이행, 기회주의에 쉽게 빠지고 조직의 목적달성에 적극적으로 참여하는 혁신행동을 하지 않게 된다.

### 반생산적 과업행동
반생산적 과업행동은 ‘조직이 조직 구성원에게 정당한 이익에 반하는 모습을 보일 때, 조직 구성원 일부의 의도적인 행동’을 말한다. (Gruys and Sackett, 2003, p. 30) 왜 조직공정성이 반생산적 과업행동에 영향을 줄 수 있는지를 설명하는 많은 근거가 있다. 예를 들어, 절차적 불공정성에 대한 판단이 증가할 때, 조직구성원은 조직의 규범을 따르지 않게 된다. (Cohen-Charash & Spector, 2001) 지각된 절차적 불공정성과 반생산적 과업행동의 관계는 지각된 규범 충돌에 의해 조정될 수 있기 때문이다. 즉, 조직구성원이 인식하는 정도는 자신의 과업과 조직의 규범 사이에 충돌을 일으킨다. (Zoghbi-Manrique-de-Lara & Verano-Tacoronte, 2007) 따라서, 절차적 불공정성의 지각이 조직구성원들에게 지각된 규범 충돌을 일으킬수록, 반생산적 과업행동이 생기기 쉽다.

### 직무성과
직무성과란 한마디로 조직의 목표 기여도에 대해 조직 구성원의 행동이 긍정적인 영향을 미쳤는지 부정적인 영향을 미쳤는지에 대해 가치평가를 하는 것이라고 할 수 있다. 이는 통제 내에서의 구성원들의 모든 행동을 포함하는 개념이라 할 수 있다. 성과에서 조직공정성 지각의 영향은 공정성이론에서 중요하게 여겨진다. 이 이론에 따르면, 사람들이 불공정성에 대한 지각이 있을 때, 공정성을 회복하려고 노력하게 된다. 조직구성원들이 공정성을 회복하는 한 가지 방법은 자신의 직무성과의 수준을 바꾸는 것이다. 분배적 공정성은 효율성과 생산성이 연관될 때 직무성과에 영향을 주고 절차적 공정성은 직무태도에 대한 결과로 직무성과에 영향을 준다. (Cohen-Charash & Spector, 2001) 따라서 공정성지각의 향상은 생산성과 성과를 향상시킨다. (Karriker & Williams, 2009)

## 사례

### 간호사[35]
연구 목적
본 연구의 목적은 조직공정성과 감정성향이 간호사의 직무만족과 이직의도에 미치는 영향을 확인하는 것이다. 나아가 이들 관계에 영향을 미치는 감정성향의 조절효과를 분석하는 것이다. 구체적 연구 가설은 다음과 같다.
- 가설 1. 분배공정성, 절차공정성 및 상호작용공정성은 간호사들의 직무만족에 긍정적인 영향을 미칠 것이다.
- 가설 2. 분배공정성, 절차공정성 및 상호작용공정성은 간호사들의 이직의도에 부정적인 영향을 미칠 것이다.
- 가설 3. 분배공정성, 절차공정성 및 상호작용공정성과 직무만족 간의 관계는 간호사들의 감정성향에 따라 조절될 것이다.
- 가설 4. 분배공정성, 절차공정성 및 상호작용공정성과 이직의도간의 관계는 간호사들의 감정성향에 따라 조절될 것이다.

연구 결과
본 연구 결과, 분배공정성과 상호작용공정성이 직무만족에 유의한 영향을 미쳤으며 분배공정성, 절차공정성 및 상호작용공정성은 모두 이직의도에 유의한 영향을 미쳤다. 또한 긍정적 감정 성향이 상호작용 공정성과 직무만족 간의 관계를 조절하였다.
간호사들이 직무에 만족 할 수 있도록 하기 위해서는 상호작용 공정성뿐만 아니라 조직의 형평에 관심을 갖고 간호사의 투입과 산출을 고려하여 조직에 기여한 만큼 보상도 비례하도록 분배적 공정성에 특히 중점을 두는 것이 요구된다. 나아가 간호사의 이직을 줄이기 위한 방안으로는 보상의 크기뿐만 아니라 보상의 크기에 적용된 과정 또는 절차가 공정한지, 설정된 절차가 시행되거나 설명될 때에 조직구성원이 상사로부터 공정한 대우를 받았는지 등 분배공정성, 절차공정성 및 상호작용공정성을 모두 포괄하는 보상체계 구축이 요구된다. 또한 개인의 성격 특성 중 상호작용공정성을 높게 지각하는 간호사가 긍정적 감정 성향이 높을 경우 그들의 직무만족은 더욱 증가함을 알 수 있었다. 이러한 결과는 간호사들의 직무만족이 상호작용공정성과 긍정적 감정 성향의 상호작용에 의해 영향을 받을 수 있다는 것을 확인하여 주는 것이다.

### 비서[36]
연구 목적

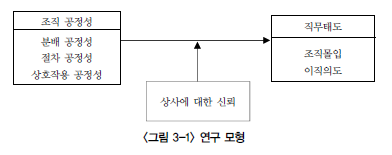

본 연구는 비서직을 대상으로 조직공정성이 비서의 직무태도에 어떤 영향을 미치고 있는가를 살펴보고자 한다. 조직공정성에 대한 연구가 지난 20년간 국내에서 꾸준한 관심을 받아 온 주제이기는 하나 비서직을 대상으로 한 연구(도윤경, 2002; 장은주, 1988)은 많지 않으며, 이전 연구는 대부분 조직공정성이 조직유효성에 미치는 직접적인 영향을 주로 살펴보았으며, 조직공정성 내의 차별적 영향은 간과하였다. 따라서 본 연구는 조직공정성이 직무태도에 미치는 차별적 효과를 살펴보고자 하며, 상사와 비서간의 업무 특수성으로 인해 비서의 상사에 대한 신뢰가 조직공정성이 직무태도에 미치는 관계에 영향을 주는 요인으로 작용할 수 있을 것인가 조사하고자 한다.
연구 결과
첫째, 분배공정성, 절차공정성, 상호작용공정성은 모두 조직몰입에한 정(+)의 영향을 미치고 있는 것으로 나타났으며, 세 공정성 변수 중 조직몰입에 가장 큰 영향을 미치는 변수는 분배공정성으로 나타났다.
둘째, 조직공정성 변수 중 분배공정성과 상호작용공정성 만이 이직의도에 유의한 부(-)의 영향을 미치고 있는 것으로 나타났다. 그러나 절차공정성이 상관관계 분석에서 이직의도에 유의한 부(-)의 영향을 미치는 것으로 나타나, 절차공정성이 이직의도에 영향을 주지 않는다고 해석하기 보다는 분배공정성과 상호작용공정성이 절차공정성의 많은 부분을 분산하여 설명하고 있다고 이해하는 편이 더 바람직할 것으로 보인다.
셋째, 비서의 상사에 대한 상사에 대해 높은 신뢰를 보이는 비서는 낮은 신뢰를 보이는 비서보다 절차공정성이 조직몰입에 미치는 영향이 유의하게 큰 것으로 나타났다. 이러한 결과는 절차공정성이라는 보상의 기준과 절차에 대한 제도의 공정성에 대한 지각이 상사에 대한 신뢰라는 대인관계 측면과 함께 상승작용을 일으켜 더 높은 조직몰입을 보인 것으로 추측된다. 넷째, 상사에 대한 신뢰는 상호작용공정성이 조직몰입에 미치는 효과를 조절하고 있는 것으로 나타났다. 상사에 대한 신뢰가 낮은 비서에게서 상호작용공정성이 조직몰입에 미치는 효과가 더 큰 것으로 나타났는데, 이는 상사에 대해 낮은 신뢰를 보이는 비서는 조직이 나를 공정하게 대해주고 있는가 하는 상호작용공정성을 높게 지각할수록 조직몰입 효과가 더 크게 나타난다는 것이다. 이와 같이 상사에 대한 신뢰는 비서의 직무태도에 직접적인 영향을 주는 변수일 뿐만 아니라 선행 변수가 비서의 직무태도에 미치는 영향을 조절하기도 하는 등 조직 내에서 비서에게 커다란 영향을 주는 중요 변수임이 다시 한 번 확인되었다.

### 공무원[37]
연구 목적
민간부문보다 공정성을 측정하기가 상대적으로 어려운 공공부문에서 조직공정성과 조직시민행동의 인과관계를 파악하는 것은 인적자원의 관리(Human Resource Management) 측면에서 중요한 연구라고 판단된다. 이러한 문제의식을 바탕으로 연구자는 공무원이 인지하는 조직공정성이 조직시민행동에 미치는 영향관계를 실증적 차원에서 연구해보고자 한다.
가설 1: 공무원들이 인지하는 분배공정성 인식은 직무만족에 정(+)의 영향을 미칠 것이다.
가설 2: 공무원들이 인지하는 절차공정성 인식은 직무만족에 정(+)의 영향을 미칠 것이다.
가설 3: 공무원들이 인지하는 상호작용공정성 인식은 직무만족에 정(+)의 영향을 미칠 것이다.
가설 4: 공무원들이 인지하는 분배공정성 인식은 조직시민행동에 정(+)의 영향을 미칠 것이다.
가설 5: 공무원들이 인지하는 절차공정성 인식은 조직시민행동에 정(+)의 영향을 미칠 것이다.
가설 6: 공무원들이 인지하는 상호작용공정성 인식은 조직시민행동에 정(+)의 영향을 미칠 것이다.
가설 7: 공무원들이 인지하는 조직공정성 요인과 조직시민행동과의 관계에서 직무만족은 매개변수의 역할을 수행할 것이다.
연구 결과
첫째, 공무원들이 인지하는 조직공정성 요인은 절차공정성과 상호작용공정성이 영향을 미치는 것으로 나타났다. 이러한 결과는 행정이념에 있어서의 절차적 합리성과 투명성으로 요약될 수 있다. 즉, 공공부문이 성과평가를 하는 과정에서 있어 얼마나 적법한 절차와 규
정을 준수하고 피평가자인 공무원들의 의견을 수렴했는가의 문제로써 조직운영에 있어 민주적 리더십과 민주적 조직운영이 무엇보다 중요하다는 결과라는 점을 알 수 있었다.
둘째, 공무원들이 인지하는 조직공정성과 조직시민행동의 관계에서는 상호작용의 공정성이 영향을 미치는 것으로 나타났다. 이 부문은 기존의 공공부문이 하향적 조직운영을 해왔다는 것을 의미한다. 즉, 구성원들에 대한 의견수렴이라든가, 평가결과에 대해 이의를 제기할 수 있는 인사행정의 시스템의 체계적으로 갖추어지지 못했다는 점을 의미하는 것으로 이에 대한 제도적 마련이 매우 시급한 과제라는 교훈을 얻을 수 있었다.
셋째, 공무원들이 인지하는 조직공정성과 조직시민행동의 관계에서 직무만족이 중요한 매개역할을 수행하는 것으로 나타났다. 이러한 결과는 직업공무원제의 확립을 위해 구성원들의 직무만족수준을 높이기 위한 노력이 더욱 높아져야 할 것으로 판단된다. 예를 들어 보수, 절차, 동기부여 등 다양한 차원에서의 정책적 접근이 세부적으로 추진되어야 할 것으로 판단된다.

## 같이 보기
- 기업의 사회적 책임
- 감정 소진
- 공정성 이론
- 조직 지원 인식
- 직무 만족
- 구조방정식 모델링